# José Sulantay
José Manuel Sulantay Silva (* 3. April 1940 in Coquimbo; † 20. Juli 2023 ebenda) war ein chilenischer Fußballspieler und -trainer. Der rechte Mittelfeldspieler war nach seiner aktiven Zeit als Trainer und Politiker tätig. Größter Erfolg war der Gewinn der chilenischen Meisterschaft als Trainer des CD Cobreloa 1992.

## Vereinskarriere
Sulantay spielte fast vollständig bei Deportes La Serena in der Jugend und debütierte 1957 bei der Profimannschaft. In der ersten Saison gelang Sulantay direkt der Aufstieg als Meister der Segunda División, nachdem das Team das Entscheidungsspiel gegen Santiago Morning mit 1:0 gewinnen konnte – allerdings spielte Sulantay nicht in dieser Partie. Durch seine Leistungen geriet er n den Fokus der Nationalmannschaft, mit der er sich auf die Fußball-Weltmeisterschaft 1962 vorbereitete, allerdings letztlich nicht von Trainer Fernando Riera nominiert wurde. Stattdessen spielte er 1958 bei der Junioren-Fußball-Südamerikameisterschaft 1958 im eigenen Land, bei der sein Team vierter wurde.
1959 und 1960 zog Sulantay ins Finale der Copa Chile ein, das er 1959 klar mit 1:5 verlor, 1960 jedoch mit 4:1 gegen die Santiago Wanderers den Pokal gewann. Danach wechselte er zu verschiedenen Vereinen in Chile, El Salvador und Guatemala, ehe er in sein Heimatland zurückkehrte und für Antofagasta Portuario auflief. Zum Abschluss seiner Karriere spielte Sulantay in seiner Geburtsstadt für Coquimbo Unido.

## Trainerkarriere
Nach seiner aktiven Laufbahn wurde Sulantay in das Trainerteam von Coquimbo Unido integriert. Trainer Enrique Hormazábal zog ihn hoch als Co-Trainer der Profimannschaft, die Sulantay 1976 übernahm. Danach arbeitete er 12 Jahre im Wechsel als Coach von Coquimbo und seinem Jugendklub Deportes La Serena. Größter Erfolg seiner Vereinslaufbahn war der Gewinn der Meisterschaft 1992 mit dem CD Cobreloa.
2003 wechselte Sulantay zum chilenischen Verband, wo er verschiedene Nationalmannschaften trainierte. Größter Erfolg war der dritte Platz mit Chiles U-20 bei der Fußball-Weltmeisterschaft 2007 in Kanada. Im Kader standen spätere internationale Stars wie Mauricio Isla, Gary Medel, Alexis Sánchez und Arturo Vidal. Nach diesem Erfolg trainierte Sulantay 2008 Municipal Iquique sowie erneut Coquimbo 2010 und Cobreloa 2017.

## Politiker
Sulantay kandidierte, mit Unterstützung der Unión Demócrata Independiente, für das Amt des Bürgermeisters von Coquimbo für die chilenischen Kommunalwahlen 2012, bei denen der Oppositionskandidat Cristián Galleguillos von der Partido Demócrata Cristiano de Chile gewann. 2013 kandidierte er auf der Alianza-Liste für das Amt des Regionalrats der Provinz Elqui und wurde mehrheitlich gewählt. Er übernahm diese Position am 11. März 2014.

## Erfolge

### Spieler
Deportes La Serena
- Meister der Segunda División: 1957
- Chilenischer Pokalsieger: 1960

### Trainer
Deportes La Serena
- Meister der Segunda División: 1987

Cobreloa
- Chilenischer Meister: 1992

U-20 Chile
- 3. Platz bei der U-20-Weltmeisterschaft: 2007